# Rencontre cosmique
Pour les articles homonymes, voir Rencontre cosmique (homonymie).
Rencontre cosmique est un roman de science-fiction, écrit en 1980 par A. E. van Vogt (Canada).
Le roman est précédé d'une courte préface de l'auteur.

## Résumé
À la suite d'un désordre temporel, les voyageurs d'un lointain futur se retrouvent sur la Terre à l'époque où la marine de guerre britannique domine les océans. Avec l'aide d'un pirate, ils tenteront de remettre en marche l'horloge de l'univers, mais la présence de robots agressifs d'une autre époque rendra leur tâche nettement plus difficile.